# سعد مستدير
السُّعد المستدير أو الشرقي أو سعد الحمير أو الرَّزين أو صباح الخير أو سُقّيط أو سعد الحمار أو زبل المعيز (الاسم العلمي: Cyperus rotundus) هو نوع نباتي يتبع جنس السعد من الفصيلة السعدية. تعد هذه العشبة من أخطر الحشائش في العالم.

## الوصف النباتي
النبات معمر تميزه أوراقه الخضراء الداكنة وساقه مثلثة المقطع. والنبات عادة قصير لا يتجاوز ربع متر، إلا أنه قد يصل إلى متر في التربة الرطبة، كما أن له نظام جذري جذموري درني كثيف تحت سطح التربة، وله زهور حمراء بنية أو بنفسجية اللون قليلاً ما تنتج بذوراً ناضجة. وينحصر غالباً إنتاج تلك البذور تحت ظروف خاصة. فرغم ندرة ظهور تلك البذور في الولايات المتحدة مثلاً، فإنها تظهر عادة في مناطق زراعة القطن في منطقة الجزيرة بالسودان خلال الشهور الثلاثة المطيرة والتي تمتد من شهر حزيران/يونيو حتى شهر أيلول/سبتمبر. وقد تظهر سوق طويلة مزهرة للعشبة في شهر آب/أغسطس في الحقول المنخفضة المعرضة للفيضان. وتنتشر البذور بواسطة الرياح لتغزو حواف القنوات المائية والحقول الأخرى، إلا أن قدرة إنبات تلك البذور تحتاج إلى وجودها على عمق لا يتجاوز بضعة سنتيمترات من سطح التربة. ورغم إمكانية إنتاج البذور، فإنه لا يعد هاماً، حيث يندر بصفة عامة إنتاج البذور القابلة للإنبات، وهذه بدورها، نادراً ما يربو متوسط نسبة إنباتها عن بضعة في المائة.
للنبات درنات صغيرة مستديرة قطرها حوالى السنتيمتر، بيضاء عصيرية عند تكونها، سوداء يابسة حال نضجها بسبب ما تختزنه من مادة النشا. وتنمو معظم تلك الدرنات في منطقة التربة السطحية فيما لا يتجاوز 15 سنتيمتراً. وقد يمتد المجموع الجذرى إلى عمق نحو 1.5 متر في التربة الطينية. وفي تلك الأعماق تنتشر الجذور بهمّة لتصبح في دقة سمك متناهية وكثافة نمو شديدة. ويفسر البعض بهذا الأمر الحيوى حصول الدرنات الموجودة على مقربة من سطح الأرض على مصدر الماء في المناطق الجافة.

نورة السعد المستدير

## البيئة والتأقلم
الدرنات الأرضية هي وسيلة التكاثر الرئيسية للنبات، وهو قادر على إنتاجها بوفرة. يمكن للدرنات الكُمون وأن تجتاز ظروفاً بيئية صعبة من حرارة وجفاف وفيضان ونقص تهوية التربة. تنتقل تلك الدرنات بسهولة في أقدام المزارعين والحيوانات، وعن طريق معدات الزراعة وآلاتها. وقد تُشاهَد تلك الدرنات طافية أو متناثرة بفعل الرياح في حقول الأرز، كما تنتقل إلى أماكن جديدة عقب فيضانات الأنهار وتنتشر في مياه الري السطحي بسهولة. تتواجد عشبة السِّعد بصفة عامة في قرابة مائة بلد. وقد تم تسجيل العشبة أكثر من غيرها من الأنواع في أنحاء شتى من البلدان والمناطق وتخوم الأرض. ورغم أن مدى انتشار النبات تحده برودة الجو، فإنه ينمو ويزدهر في معظم أنواع التربة والارتفاعات ومستويات الرطوبة الجوية ورطوبة التربة ودرجة حموضتها، كما يمكنه العيش بسلام على أعلى درجة حرارة معروفة في الزراعة.

## الأضرار الاقتصادية
تغزو العشبة العديد من المحاصيل المزروعة مثل الفول السوداني والذرة البيضاء وفول الصويا الأخرى التي تغزوها وتؤثر فيها تلك بنفس الدرجة والحدَّة. تدل التقارير على أن السعد المستدير هو أحد أخطر ثلاث أعشاب في محاصيل الذرة في غانا والفلبين، والقطن في السودان وتركيا وأوغندا، والأرز في غانا وإندونيسيا وإيران وبيرو وتايوان، ومحاصيل الخضر في البرازيل وماليزيا وتايوان وفنزويلا. كما تعد العشبة خطيرة أو رئيسية في محاصيل الذرة في أستراليا والبرازيل وإندونيسيا وكينيا وماليزيا والمكسيك وجنوب أفريقيا وتنزانيا وأوغندا والولايات المتحدة، والقطن في أستراليا وأثيوبيا والمكسيك والمغرب وموزمبيق ونياكارغوا وروسيا وترينيداد والولايات المتحدة وزامبيا، والأرز في البرازيل وسريلانكا والهند والمكسيك وغينيا الجديدة ونيجيريا والفلبين، وقصب السكر في أستراليا والبرازيل وأثيوبيا وهاواى وجاميكا وكينيا وبنما والفلبين وجنوب أفريقيا وتايلاند وترينيداد، ومحاصيل الخضر في كولومبيا وكوستاريكا وفيجي وغانا وهاواي والهند وجامايكا والمكسيك وموزمبيق وبنما وإسبانيا وترينيداد. تغزو العشبة المحاصيل المزروعة وجوانب الطرق والأراضي المهملة وحواف الغابات. وقد تغطي تماماً ضفاف قنوات الري والمجاري المائية، وحينما ينخفض مستوى الماء في تلك القنوات فقد تطغى العشبة بنموها على مناطق باطن المجرى التي انحسرت عنها المياه وكشفتها. ويتعاظم نمو عشبة السّعد في المناطق الرطبة المطيرة "1250-2500 ملم سنويا"، حيث يصل وزن الأجزاء الخضرية من العشبة فوق التربة والدرنات معاً إلى ما يزيد عن 30000 كغم في مساحة الهكتار، ويقل ذلك الوزن بانخفاض الرطوبة أو ارتفاعها. وفي مزارع الأرز قد تشكل تلك العشبة درجة عظيمة من الخطورة بسبب رطوبة التربة العالية. وحتى عند انخفاض رطوبة الأرض حال الانتهاء من شتل بادرات المحصول، فإن العشبة تعوق نمو نباتات المحصول بدرجة مؤثرة. ومن ناحية أخرى، لفتت بعض الدراسات الانتباه، إلى أنه كيف يمكن لنبات ضئيل التكوين كعشب السِّعد، أن يتحدى بنموه ويتنافس مع محصول قوى كقصب السكر مثلاً الذي قد يصل في طوله إلى أربعة أمتار والذي ينتج أطناناً من المحصول لا يضارعها أي محصول آخر في العالم. وقد فُسِّر ذلك أنه حتى في المناطق الرطبة فإن الإنتاج العظيم للعشبة من الأجزاء الخضرية والدرنات يمكنه أن يُحِّد بشدة من تيسر الماء للمحصول في بعض الفصول مما يؤثر على نمو القصب خاصة وقت إنتاج الخلفات، الأمر الذي يترتب عليه خفض حاد في عدد الأعواد. كما تبين أن الكميات التالية من الكيميائيات الزراعية التي تسمد بها الأرض تُمتص وتُخزَّن في تلك العشبة: 815 كيلوجراماً لكل هكتار من كبريتات الأمونيوم، 320 كيلوجرام من البوتاسيوم و200 كيلوجرام من السوبرفوسفات. وقد تأكدت قدرة عشبة السعد على منافسة محصول القصب في أرجاء عديدة من العالم. فقد دلت دراسات في الأرجنتين على سبيل المثال، على أنه في حالات الغزو الكاسح للعشبة قد ينخفض ناتج محصول القصب إلى الرُبع، كما يتقارب الخفض في محصول السكر إلى تلك النسبة. ومن الأمور المثيرة، توقف زراعة الدخان في بعض مناطق أستراليا وإيطاليا بسبب تكاليف المكافحة اليدوية للعشبة وانخفاض إنتاجية المحصول، والتي جعلت من زراعة ذلك المحصول أمراً لا طائل منه. كما تُعَّد العشبة منافساً قوياً في بساتين التوت في اليابان وبساتين الليمون في فلسطين إلى الدرجة التي يمكنها فيها خفض ناتج تلك الأشجار. ونفس الأمر في كينيا، حيث تُنافِس العشبة أشجار البن، ويعتقد بعض العلماء أنها قد تتسبب في العمل على قتلها والقضاء عليها. وفي محصول الذرة الشامية، تبين في كولومبيا، أن ترك العشبة لمدة عشرة أيام الأولى من النمو يسبب خفضاً يناهز عشرة في المائة من ناتج المحصول، وأن تركها لمدة ثلاثين يوماً يهبط بناتج المحصول إلى الثُلُثَين. وقد ثبت أن هذه العشبة من بين أنواع النباتات ذات الكفاءة العالية في عملية البناء الضوئي، حيث إنها من نباتات ك4. لذا فإن للنبات درجة عالية من المنافسة والغلبة عند ارتفاع درجة حرارة الجو أو زيادة سطوع الشمس. وقد دلت دراسات أجريت في الهند، أن فرداً واحداً من هذا النوع النباتى يمكنه إنتاج حوالى مائة درنة في غضون ثلاثة أشهر، وعليه فإنه في مساحة الهكتار الواحد من الأرض يمكن للنبات أن ينتج ما يوازي 8 ملايين درنة في المناطق المنزرعة و4.8 ملايين درنة في المناطق غير المنزرعة. وهناك من الدلائل القوية على أن المادة العضوية المتحللة من أجزاء النبات الأرضية والتي قد تصل في وزنها إلى 40000 كغم/هـ قد تطلق بتحللها مواد سامة للمحاصيل المنزرعة، تستطيع أن تخفض من ناتج تلك المحاصيل. وقد ثبت بالفعل قدرة مستخلصات التربة التي أضيف إليها قطعاً من درنات العشبة وريزوماتها على تثبيط نمو بادرات عدد من المحاصيل. وقد انخفض نمو نباتات الشعير النامية بما يوازى 25 في المائة عند نموها في تربة تركت فيها الأجزاء الأرضية للعشبة لتتحلل لبضعة أشهر. ومن نقاط ضعف هذه العشبة عدم تحملها لدرجة الملوحة العالية بالتربة. كما أنها على رغم نموها القوى، لا تحتمل البقاء بعيداً عن الضوء. فحينما تنمو نباتات المحاصيل القوية مثل قصب السكر والأشجار متجاورة بحيث تظلل ما جاورها من تربة، فإن أوراق هذه العشبة سرعان ما تتحول إلى اللون الأصفر كنذير لموت محقق قريب. ومن السبل الناجحة التي طرقت للحد من وجود العشبة، تلك المتعلقة بمحاولة استنفاد قوى النبات. فلقد تم خفض أعداد الدرنات والأجزاء النامية من العشبة فوق سطح الأرض إلى النصف عند حَشّ النبات دورياً كل عشرة أيام وإلى الثُلُث عند إجراء ذلك كل ثلاثة أيام. وقد أجمعت الدراسات السابقة بصفة عامة على مستوى العالم، أن أي نوع آخر من الحشائش لا يداني هذا العشب خطورة، كما لم يجذب أي نوع آخر منها انتباه الإنسان للبحث والدراسة قدر ما حققه هذا النوع النباتي.